# João da Nova
Per l'illa francesa a l'oceà Índic vegeu Illa Juan de Nova
João da Nova (Maceda, (Ourense, Espanya), segona meitat del segle XV - Kochi (Índia), 1509), també conegut com a João da Nova Castelia, va ser un navegador gallec al servei de Portugal, el seu cognom real era Novoa, descobridor de l'illa Ascensió (1501) i Santa Helena (1502), totes dues de la costa sud-oest d'Àfrica. L'illa francesa de Juan de Nova, a l'oceà Índic, va ser anomenada així en honor seu.
Va néixer al Castell de Maceda. El 1483 el moviment Irmandiño va destruir parcialment la fortalesa, la família va fugir majoritàriament a Benavente (Zamora, Espanya) on es trobava la potent família Pimentel, altres, els menys, a Pontevedra, i el jove João da Nova a Portugal. Les seves gestes el van fer mereixedor del càrrec d'Alcaide de Lisboa per al que és nomenat el 1496. En 1501 és nomenat Cap de la Tercera Expedició Portuguesa a les Índies i comandant una flota de quatre vaixells, va deixar Portugal en un viatge cap a l'Índia en 1501. En ruta va descobrir l'Illa Ascension. A l'Índia va establir un lloc comercial a Cannanore. Durant el seu viatge de retorn a Portugal, Nova va descobrir Santa Helena.